# 让·塞纳比耶
让·塞纳比耶（法語：Jean Senebier，1742年5月6日—1809年7月22日,）是瑞士著名博物学家，也是一名牧师。1742年，塞纳比耶出生于日内瓦的一个富商家庭。他撰写了大量有关植物生理学的文章，是光合作用研究的主要早期开拓者之一。塞纳比耶于1775年首次发表了有关实验方法的文章， 后又于1802年发表了扩展著作。
他对实验方法的精确定义为法国著名生理学家克洛德·贝尔纳五十年后的工作奠定基础。 塞纳比耶还是一名日内瓦图书管理员。

## 科学研究
塞纳比耶深受瑞士博物学家夏尔·博内以及意大利动物生理学家、生物学家拉扎罗·斯帕兰扎尼的影响，并且将斯帕兰扎尼的一些著作翻译成法语。斯帕兰扎尼有关动物的研究也启发了塞纳比耶对植物的研究。
塞纳比耶对植物的研究起始于光的影响，他发现植物可以吸收老鼠的“坏空气”并为其提供“好空气”，即证明了植物消耗二氧化碳并制造氧气的生理现象，这一现象后来称为光合作用。他也因为这一发现而为人所知。,
他发现植物的氧气产量与植物可获取的二氧化碳量基本成正比， 他还发现叶子的绿色部分（薄壁组织）是二氧化碳转化成氧气的地方， 并推断植物以二氧化碳为养分。 塞纳比耶塞纳比耶也曾与瑞士博物学家弗朗索瓦·胡贝尔 (François Huber)合作研究一些课题。